# 너와 나의 유효기간
《너와 나의 유효기간》은 2018년 11월 9일에 방영한 《KBS 드라마 스페셜 2018》 시리즌 중 아홉 번째 작품이다.

## 줄거리
자신들의 빛나던 봄을 지우며 서른을 맞이한 현수와 승연이 서툴고 풋내 가득한 10년 전의 일기를 꺼내어본다. 그리고 사소하게 엇갈려버린 서로의 첫사랑은 이미 유효기간이 끝나버린 것 같아 문득 씁쓸해진다. 하지만 눈부셨던 그 시절 청춘과 그 봄, 그리고 설레던 첫사랑이 존재한단 사실만은 기억한다. 그래서 일기를 덮고 다시 고단한 내일을 살아갈 발걸음이 조금은 가벼워질 수 있기를 바라본다.

## 등장 인물

### 주요 인물
- 신현수 : 이현수 역

사회과학부 08학번 신입생. 도무지 적당을 모르고 마음을 흔드는 승연을 만난 뒤로 모든 것이 뒤엉킨다. 적당한 자신이 초라해 보여 뭐든지 더 나은 사람이 되고 싶어 미칠 것만 같았던 그 시절이다. 10년 후, 애써 ‘나는 원래 적당한 사람이었지.’하며 스스로를 설득 중이다.
- 이다인 : 유승연 역

법학과 08학번. 현수의 첫사랑. 들국화와 김광석, 유재하, 동물원 같은 옛 노래가 좋아 합창 동아리 ‘아우성’에 들어갔다. 싱그러운 눈웃음에 선천적 명랑함과 털털함을 지녔다. 10년 후, 시청 공무원으로 지루하지만 안정적인 날들을 보내던 어느 날, 가장 좋아하던 노래 제목처럼 ‘시청 앞 지하철역에서’ 그를 만났다.
- 민진웅 : 장형준 역

05학번 복학생. 눈치 없이 활발하고 지구상의 마지막 로맨티스트라 자부하는 분위기 메이커다. 언뜻 허당 같이 보이지만 동생들이 속을 터놓을 사람은 이 형 밖에 없다. 열 번 찍어도 안 넘어가는 신입생 세희를 향해 끝없이 구애 중이다.

### 주변 인물
- 김영대 : 김민식 역

현수의 동기. 한마디로 FM 모범생. 합창 동아리를 통해 생애 첫 일탈을 경험하게 된다. 워낙 말수도 적고 융통성도 없어 얼핏 답답해 보이기까지 하던 그가, 어느 날 예상치 못한 한방으로 현수의 뒤통수를 세게 갈기고 만다.
- 주은 : 박세희 역

자연과학부 08학번. 화려한 외모와 자신감으로 무장하고 단체 생활은 질색이지만, 이상하게 어쩌다보니 들어오게 된 ‘아우성’은 싫지 않다. 쉴 새 없이 애정 공세를 펼치는 형준에 가려 저 멀리 보일까 말까한 현수가 묘하게 신경 쓰인다. 어떤 생각을 갖고 있는지, 또 누구를 바라보고 있는지가 매우 궁금하다.

### 그 외 인물
- 신기환
- 고다연
- 이승철
- 이예린

### 특별출연
- 박혜영

### 목소리 출연
- 박주원
- 조혜선

## 시청률
- 전국 시청률 : 2.1%[1]